# Milakulo Tukumuli
Milakulo Tukumuli est un homme politique français de Nouvelle-Calédonie, d'origine futunienne, né à Thio le 19 octobre 1984. Il est le président fondateur du parti politique ethnique L'Éveil océanien.

## Biographie

### Origines et enfance à Thio
Né à Thio, village lié aux mines de nickel de la SLN sur la côte Est de la Grande Terre, le 19 octobre 1984, Milakulo Tukumuli est issu de la communauté futunienne de Nouvelle-Calédonie, fils d'un père chauffeur sur mine et d'une mère au foyer. Il grandit dans sa commune natale, alors au cœur des affrontements violents qui opposent pro et anti-indépendantistes durant la période dite des « Événements » entre 1984 et 1988 (« siège » ou « occupation de Thio » par les indépendantistes d'Éloi Machoro, évacuation par l'armée de nombreuses familles non-indépendantistes, notamment d'origine polynésienne, actions de milices formées par les deux camps). La famille de Milakulo Tukumuli, malgré cette situation, choisit de rester sur place.

### Études de mathématiques à Nouméa puis en Métropole
Une fois le collège terminé, il poursuit sa scolarité à Nouméa à partir de 2000 au lycée Jules-Garnier (tout en suivant les cours dispensés par le Juvénat lycéen, une association d'aide aux élèves du chef-lieu originaires de « Brousse » ou des îles dirigée par le professeur de mathématiques kanak Élie Poigoune, qui va susciter sa future vocation), puis en mathématiques au département des sciences et techniques de l'université de la Nouvelle-Calédonie, tous deux situés dans le quartier de Nouville,. 
Ayant obtenu une bourse, il se rend en France métropolitaine pour poursuivre ses études à l'université de Provence Aix-Marseille I, devenue en 2012 une des composantes de la nouvelle université d'Aix-Marseille,. Il y soutient sa thèse de doctorat en mathématiques le 13 septembre 2013, sous la direction de l'informaticien Alexis Bonnecaze et du mathématicien Stéphane Ballet, sur l'« Étude de la construction effective des algorithmes de type chudnovsky pour la multiplication dans les corps finis », avec mention très honorable,. Qualifié par la section 25 du Conseil national des universités (CNU) sur la liste permettant de postuler à un poste de maître de conférences en février 2014, il rentre en Nouvelle-Calédonie dans l'espoir d'être embauché en tant qu'enseignant-chercheur à l'université de la Nouvelle-Calédonie,.

### Chef d'entreprise et engagements coutumiers
Ne réussissant pas à obtenir de poste universitaire, Milakulo Tukumuli crée, avec ses frères Wenici et Pitélo, plusieurs sociétés dans le secteur du bâtiment et des travaux publics (BTP), dont la société à responsabilité limitée (SARL) BAT-NC en 2015 spécialisée dans la construction de maisons individuelles clé en main. Il s'installe par ailleurs dans le quartier de Koutio et la commune de Dumbéa, la banlieue proche de Nouméa,.
Il décide également de se rapprocher des autorités coutumières de sa communauté en fréquentant le Foyer wallisien et futunien de Nouvelle-Calédonie. Se déclarant non-indépendantiste et « Français », comme « près de 90 % des Wallisiens et des Futuniens de Calédonie » selon lui, mais souhaitant dépasser cette « dualité » qui divise la vie politique néo-calédonienne et « émanciper politiquement » sa communauté des grands partis « loyalistes » traditionnels, il décide de s'engager en politique au lendemain des résultats du premier référendum sur l'indépendance de l'archipel du 4 novembre 2018,.

### Politique
Il fonde le 2 mars 2019, au Foyer culturel wallisien et futunien de Nouméa, un parti politique ethnique, anti-indépendantiste mais appelant à créer de nouvelles alliances dépassant ce clivage, baptisé L'Éveil océanien. Il prend par ailleurs la tête de la liste du même nom pour les élections provinciales du 12 mai 2019 dans le Sud, la province la plus peuplée et la plus riche de la Nouvelle-Calédonie, où se concentre l'essentiel des Walliens et Futuniens. Menant une campagne active, notamment sur les réseaux sociaux, il obtient alors un certain succès électoral, réunissant 6 077 voix soit 8,56 % des suffrages exprimés, pour quatre élus sur les quarante de l'Assemblée provinciale dont trois également membres du Congrès de la Nouvelle-Calédonie. Il est donc élu dans ces deux institutions, où son mouvement apparaît comme un parti charnière entre les formations loyalistes traditionnelles (vingt-cinq sièges au Congrès) avec lesquelles il permet de maintenir une majorité non-indépendantiste, et celles indépendantistes avec lesquelles il reconnaît pouvoir former une « majorité océanienne » au cas-par-cas. Il se présente lui-même comme un « faiseur de démocratie » plutôt que « faiseur de roi », expression utilisée dans les médias locaux.
Ainsi, candidat au premier tour des élections aux principaux postes institutionnels au lendemain du scrutin provincial, il se désiste au second tour pour faire élire tour à tour Sonia Backès de la liste d'union « loyaliste » L'Avenir en confiance à la présidence de l'Assemblée de la Province Sud le 17 mai 2019, puis l'indépendantiste Rock Wamytan à la présidence du Congrès le 24 mai 2019. Ensuite, après avoir fait accepter certaines de ses revendications (qu'il qualifie de « socle commun non négociable » et de « New Deal calédonien », avec dix mesures économiques et sociales posées en préalable) par L'Avenir en confiance, il soutient cette dernière pour l'élection du gouvernement de la Nouvelle-Calédonie le 13 juin 2019 en échange de la présence d'un de ses colistiers, Vaimu'a Muliava, dans cet exécutif qui se met en place officiellement le 6 juillet 2019. Enfin, il est lui-même élu à la 3e vice-présidence de l'Assemblée de la Province Sud le 18 juillet 2019. Il obtient les délégations du transport, de la culture, de l'emploi et de la formation professionnelle ainsi que de la santé et de l'action sociale.
Il mène la liste « L'Éveil de Païta » aux élections municipales de 2020 à Païta, commune du Grand Nouméa comportant une importante communauté wallisienne et futunienne (le maire sortant, Willy Gatuhau, étant lui-même le premier édile municipal néo-calédonien à en être issu) où L'Éveil océanien était arrivé deuxième derrière L'Avenir en confiance aux provinciales de 2019. Sa campagne met en avant l'aménagement du territoire, en promettant la mise en place d'un « plan d'urbanisme directeur » (PUD), le rééquilibrage entre « l'ancien Païta » (l'ancien village devenu un centre-ville, jugé mieux équipé) et « le nouveau Païta » (les lotissements périurbains), le déplacement de la Direction de l'aviation civile (DAC) ainsi que de l'aéroport intérieur de Magenta vers La Tontouta où serait également construit un hôtel, ou encore la création d'un centre culturel océanien « afin de se réapproprier les savoirs traditionnels ». Le premier tour le 15 mars 2020 voit cette liste arriver deuxième avec 1 593 voix et 19,22 % des suffrages, arrivant assez loin derrière celle du maire sortant Willy Gatuhau (35,45 %) et devançant de peu l'union des indépendantistes menée par Louis Mapou (17,64 %). Pour le second tour, repoussé au 28 juin 2020 en raison de la crise sanitaire liée à l'épidémie de Covid-19, sa liste fusionne avec celle Rassemblement-Les Républicains de Béniéla Lorée (arrivée quatrième avec 10,34 % des voix) et celle Calédonie ensemble de Manina Tehei (qui a fini sixième et avant-dernière avec 6,5 %), prenant le nom de « l’Union pour un nouveau départ », avec toujours Milakulo Tukumuli en tête. Il est finalement assez nettement battu par Willy Gatuhau, réunissant 2 408 votes pour 30,13 % des votes et 5 sièges sur 35, contre 49,89 % à la majorité sortante ainsi reconduite avec 27 élus et 19,96 % aux indépendantistes qui retrouvent 3 conseillers municipaux dans cette commune où ils n'étaient plus représentés depuis 1995.